# Iris Chang

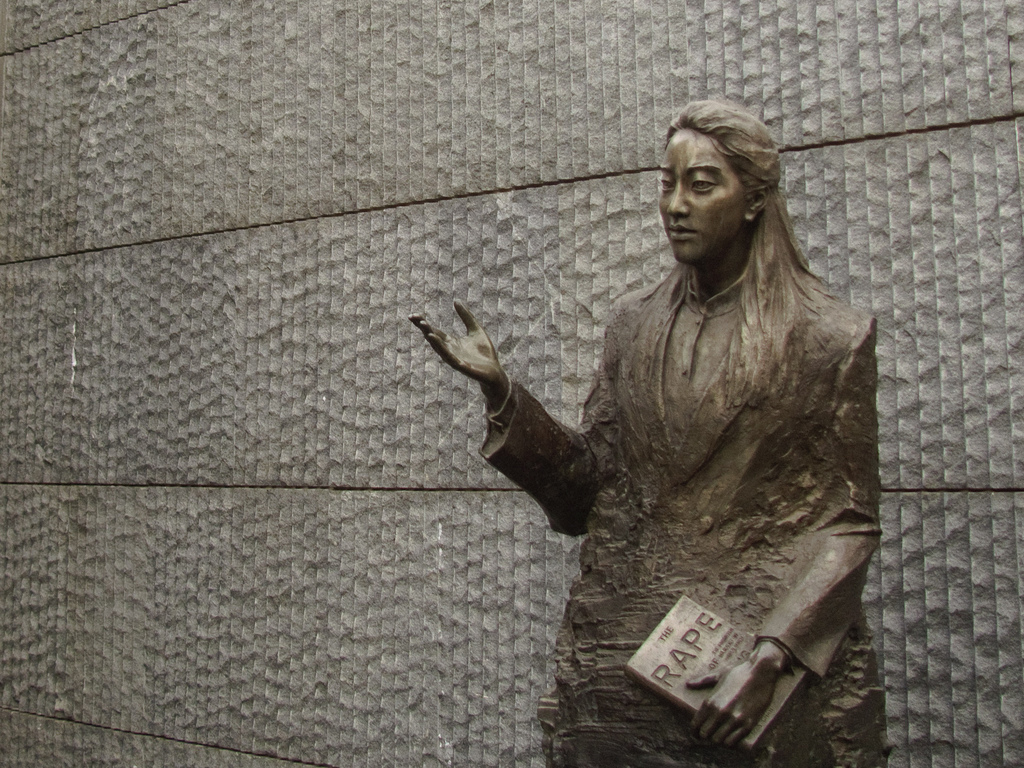
Statue von Iris Chang in der Massacre Memorial Hall in Nanjing, 2010

Iris Chang, auch Iris Shun-Ru Chang, (chinesisch 張純如 / 张纯如, Pinyin Zhāng Chúnrú; * 28. März 1968 in Princeton; † 9. November 2004 in Los Gatos) war eine US-amerikanische Schriftstellerin mit chinesischen Wurzeln.
Chang wuchs in Champaign, Illinois auf und studierte zuerst an der Universität von Illinois, anschließend an der Johns-Hopkins-Universität in Baltimore. Nach ihrem Abschluss im Jahre 1989 arbeitete sie kurz als Reporterin für die örtliche Presse und die Chicago Tribune.
Ihr erstes Buch gab Iris Chang im Alter von 25 Jahren 1993 heraus. International bekannt wurde sie 1997 durch ihre historische Reportage „Die Vergewaltigung von Nanking – Der vergessene Holocaust des Zweiten Weltkriegs“  (OT: The Rape of Nanking – The Forgotten Holocaust of World War II). Das Buch war lange Zeit in vielen internationalen Bestsellerlisten vertreten. 
Iris Chang wurde am 9. November 2004 mit einer Schusswunde im Kopf tot aufgefunden. Als Todesursache wurde Selbsttötung angegeben. Erst kurz zuvor war sie wegen Depressionen in ärztlicher Behandlung.

## Publikationen
- Thread of the Silkworm. Basic Books. 1996. ISBN 978-0-465-00678-6.
- The Rape of Nanking: The Forgotten Holocaust of World War II. Basic Books. 1997. ISBN 978-0-465-06835-7.
- The Chinese in America. A Narrative History. Penguin. 2003. ISBN 0-14-200417-0.